# 伊娃·迪克森
伊娃·迪克森（瑞典語：Eva Dickson，1905年3月8日—1938年3月24日）是一名瑞典探险家、拉力赛车手、飞行员和旅行作家。她是第一位驾车穿越撒哈拉沙漠的女性。她可能是瑞典第一位女性拉力赛车手（1925年），也是第三位瑞典女性飞行员（1923年）。

## 生平
伊娃·迪克森是富有的阿尔贝特·林德斯特伦（Albert Lindström）和妻子玛丽亚的女儿，林德斯特伦经营着种马场。她在永格城堡长大。
1925年，她嫁给了拉力赛车手奥洛夫·迪克森（Olof Dickson），他是苏格兰裔瑞典商人詹姆斯·迪克森的曾孙。但他们于1932年离婚，因为奥洛夫不同意她的旅行。她的旅行引起了极大的关注，她出版了几本旅行指南和她的经历描述。她通过与各种富有的社会人士打赌来资助她的旅行。
1932年，她结识了《走出非洲》作者凯伦·白烈森的前夫布鲁尔·冯·布利克森－芬纳克男爵。他们在肯尼亚相识，很快成为恋人。1932年与布利克森会面后，她与人打赌，于1932年开车从内罗毕到斯德哥尔摩，成为第一位驾车穿越撒哈拉的女性。
1934年，她与布鲁尔·冯·布利克森回到肯尼亚，在那里她参加了各种科学考察。第二年，两人前往埃塞俄比亚，她作为瑞典报纸《周刊》的战地记者报道了阿比西尼亚危机。他们离开埃塞俄比亚时是骑着骡子行程2000公里的返回肯尼亚。
1936年，伊娃与布利克森在纽约市结婚，并与好友欧内斯特·海明威和他的第二任妻子保利娜·法伊弗一起在古巴和巴哈马群岛度过蜜月。这次旅行以伊娃与布利克森夫妇在海明威的家乡基韦斯特拜访海明威而告终。
1937年6月3日，她开始了从斯德哥尔摩经丝绸之路到北京的汽车旅行，计划成为第一个驾车走完丝绸之路的人。在没有任何同伴的情况下，这趟旅行带她穿越了德国、波兰、罗马尼亚、土耳其、叙利亚和伊朗。到达阿富汗后，她被建议绕道印度，因为她原计划的路线对于一个孤独的女人来说太危险了。当她到达加尔各答时，她生病了，在医院接受了砒霜治疗，这使她的病情恶化。
在加尔各答时，她意识到自己的钱快用完了。她还得知了第二次中日战争爆发的消息，并意识到计划前往中国的路线现在不可能了，于是她不得不放弃前往北京的计划。尽管在住院期间身体虚弱，她还是决定开车回欧洲。1938年3月，当她抵达伊拉克巴格达时，她的旅行已经进行了9个月。一天晚上，在巴格达郊外的一个朋友家吃过晚饭后，她正开车回酒店，但在一个陡峭的弯道上失去了对汽车的控制并撞车，当场遇难。她的丈夫布鲁尔·冯·布利克森因外出旅行，直到1938年7月28日回到内罗毕才收到关于她的死亡的电报。到那时，她的尸体已经被运送到斯德哥尔摩，于1938年4月22日被安葬在那里。